# Kitty
kitty («кітті», дослівно перекладається як «киця») — це безкоштовний емулятор термінала з відкритим вихідним кодом, для Linux, macOS, та деяких дистрибутивів BSD. Він використовує прискорення за допомогою GPU. Зосереджений на продуктивності та функціоналі, kitty написаний на мовах програмування C та Python. kitty має таку ж назву, як і інша програма — KiTTY — форк PuTTY для Microsoft Windows.

## Функціонал
Kitty підтримує додатки, які називаються kittens (кошенята). Також kitty має такий функціонал:
- Відображення зображень в терміналі — потребує встановлення ImageMagick[11][10];
- Інтерактивне введення символів Unicode за назвою, кодом, обиранням з нещодавно введених[12];
- Підтримує Truecolor та функції форматування тексту;
- Розміщення кількох вікон та вкладок мозаїкою[13];
- Єдиний конфігураційний файл;
- Перехід за кліком по гіперпосиланнях;
- Підтримка миші (наприклад, у Vim);
- Кілька буферів копіювання/вставки, як у Vim[14];
- Рендеринг OpenGL[5].